# 22 (numero)
Ventidue (cf. latino viginti duo, greco δύο καὶ εἴκοσι) è il numero naturale dopo il 21 e prima del 23.

## Proprietà matematiche
- È un numero pari.
- È un numero composto dai seguenti 4 divisori: 1, 2 e 11, 22. Poiché la somma dei divisori (escluso il numero stesso) è 14 < 22, è un numero difettivo.
- È il quarto numero pentagonale.
- È un numero ettagonale centrato.
- È un numero idoneo.
- È un numero di Smith nel sistema numerico decimale.
- È il primo numero che gode di questa proprietà: il numero di cifre in 22! è proprio 22; gli altri sono 23 e 24.
- È un numero palindromo, il cui quadrato è anch'esso palindromo: 22^2 = 484, è il secondo numero palindromo (precede il 33 e segue il 11).
- È un numero a cifra ripetuta nel sistema di numerazione posizionale a base 10 ovvero nel sistema numerico decimale.
- È un numero poligonale centrale, cioè il numero massimo di pezzi in cui può essere affettata una torta con n tagli; nel caso di 22, occorrono n=6 tagli.
- Un numero è divisibile per 22 quando è divisibile per 2 e per 11.
- È un numero semiprimo.
- È parte della terna pitagorica (22, 120, 122).
- È un numero di Perrin.
- È un numero intero privo di quadrati.
- È un numero congruente.

## Chimica
- È il numero atomico del titanio (Ti).

## Astronomia
- 22P/Kopff è una cometa periodica del sistema solare.
- 22 Kalliope è un asteroide della fascia principale battezzato così in onore della Musa Calliope.
- M 22 è un ammasso globulare visibile nella costellazione del Sagittario.
- NGC 22 è una galassia spirale della costellazione di Pegaso.

## Astronautica
- Cosmos 22 è un satellite artificiale russo.

## Simbologia
- Nella smorfia il numero 22 è il matto.
- 22 è il numero delle lettere dell'alfabeto ebraico.
- Nella simbologia cabalistica 22 è il numero che indica l'universo.
- 22 è il numero dei capitoli dell'Apocalisse di S. Giovanni.
- 22 è la quantità di Trionfi, o Arcani maggiori, nel mazzo dei Tarocchi.
- 22 approssima con buona precisione il valore della circonferenza di diametro 7: dove la circonferenza può essere considerata come simbolo di perfezione e di eternità mentre il numero 7 può rappresentare la pienezza.
- 22 è il numero degli aminoacidi che concorrono a formare la vita e sempre 22 (paia) sono i cromosomi omologhi (ovvero quelli non sessuali) contenuti nelle cellule del corpo umano.

## Musica
- 22 è un brano musicale della cantautrice Taylor Swift, contenuto nell'album Red.

## Convenzioni

### Informatica
- La IANA raccomanda l'utilizzo di questo numero porta nel protocollo SSH